# Gymnocrex
Gymnocrex és un gènere d'ocells de la família dels ràl·lids (Rallidae) que habiten a les Moluques, Nova Guinea i Melanèsia.

## Taxonomia
Segons la classificació del Congrés Ornitològic Internacional (versió 2.5, 2010) aquest gènere està format per tres espècies:
- rascló ventregrís (Gymnocrex plumbeiventris).[2]
- rascló de Rosenberg (Gymnocrex rosenbergii).[3]
- rascló de les Talaud (Gymnocrex talaudensis).[4]